# Davis Curiale
Davis Curiale (* 30. Dezember 1987 in Köln) ist ein italienischer Fußballspieler. Er ist gebürtiger Deutscher und Sohn sizilianischer Einwanderer.

## Karriere als Spieler

### Verein
Er fing mit fünf Jahren mit dem Fußball an und kam im Alter von 12 Jahren zum SC Fortuna Köln, wo er in seiner ersten Saison lediglich in Freundschaftsspielen zum Einsatz kam. Als er in die C-Jugend wechselte, blühte sein Stern so langsam auf. Dort erzielte er unter Trainer Udo Röbenack, zu dem er heute noch ein freundschaftliches Verhältnis pflegt, 22 Tore. Im Folgejahr konnte er diese Quote unter dem gleichen Trainer noch toppen und 36 Tore erzielen.
Als sein Vater im Sommer 2002 bei einem tragischen Verkehrsunfall ums Leben kam, entschloss sich die Familie dazu, wieder zurück nach Italien zu gehen, was sie nach Abschluss des zehnten Schuljahres von Davis auch tat. Dort schloss er sich zunächst einem Provinzverein an, zog aber schnell die Blicke der zahlreichen Scouts auf sich. So wechselte er nach kurzer Zeit zu Campobello di Mazara und nach Saisonende zum US Palermo, wo er in der A-Jugend eingesetzt wurde. In seinem ersten Jahr als Seniorenspieler saß er im Europapokal beim Auswärtsspiel bei Fenerbahçe Istanbul auf der Bank und schnupperte auch schon die Luft der Serie A, als er beispielsweise beim Auswärtsspiel gegen Inter Mailand auf der Bank Platz nahm. In der Jugend von US Palermo trug er mit seinen 28 Toren in der Saison 2006/07 maßgeblich dazu bei, dass die Mannschaft das Halbfinale des Pokals erreichte, dort aber gegen Inter Mailand ausschied.
Am 5. Juni 2007 wurde er von US Palermo an SS Sambenedettese Calcio ausgeliehen, um dort Spielpraxis zu sammeln. Ein Jahr später wurde er in die zweite Liga zu Vicenza Calcio verliehen. Dort kam er über den Status des Einwechselspielers jedoch nicht hinaus, so dass er im Februar 2009 in die dritte Liga zu Ravenna Calcio ging. In der Saison 2009/10 spielte er in der Serie B und war an AS Cittadella ausgeliehen. Eine Saison darauf spielte er beim FC Crotone, ehe er dann zur Saison 2011/12 bei US Triestina in der Serie C1 anheuerte.
Nach einem kurzen Engagement bei der US Grosseto folgte seine bis dahin erfolgreichste Station bei Frosinone Calcio. In 59 Ligaspielen erzielte Curiale 26 Treffer und stieg in die Serie B auf. Nach zwei Jahren wechselte er zu Trapani Calcio, wurde nach einem halben Jahr jedoch an die US Lecce verliehen. Nach einer weiteren Saison bei Trapani wechselte er zu Catania Calcio.

### Nationalmannschaft
In der Saison 2007/08 wurde er in drei Partien der U-20-Nationalmannschaft Italiens eingesetzt.

## Erfolge
- Aufstieg in die Serie B: 2013/14
- Torschützenkönig der Gruppe C der Serie C: 2017/18